# WeMade Online
株式会社WeMade Onlineは、オンラインゲームの運営を主業務とする日本の企業。韓国WeMade Entertainmentの日本法人。
2004年に韓国のオンラインゲーム開発会社・YNK KOREAの日本法人「YNK JAPAN」として設立、同社が開発したオンラインゲームの日本での運営業務を行っていた。2010年、韓国のWeMade Entertainment社とのパートナーシップ強化に伴い現商号に変更。なお、YNK KOREA製タイトルについてはWeMade Online移行後も継続してサポートが行われている。

## 沿革
- 2003年7月 YNK KOREA 日本における事業所開設
- 2004年3月31日 YNK JAPAN設立
- 2006年5月 YNK JAPAN単独による事業展開開始
- 2010年4月 WeMade Onlineへと社名変更
- 2011年6月 本社を大阪に移転
- 2019年1月 本社を東京に移転
- 2023年8月 オンラインゲーム事業を株式会社G・O・Pに譲渡

## 主なゲームタイトル
運営中
- 新生R.O.H.A.N ※韓YNK GAMES（英語版）開発
- シルクロードレボリューション ※韓Joymax（英語版）開発
- Soulworker ※韓Lion Games開発
- ICARUS ONLINE

終了したチャネリングサービス
- KAROS Online ※韓Galaxy Gate開発、オー・ジーエンターテインメント運営

運営終了
- ラストカオス ※韓NAKO Entertainment開発
- AILA Online ※韓SONOV開発
- 81Keys ※台湾Wayi International Digital Entertainment開発
- Quake Wars Online ※韓Dragonflyと米Activision Blizzardの共同開発
- 天地大乱 ※韓Gigassoft開発
- シールオンライン ※韓grigon entertainment開発
- レイダーズ ※韓MAIET entertainment開発
- エラキス～永遠の塔と騎士の物語～ (後のエラキス2 ～古の神々と運命の槍～、2016年10月6日運営をENCUBEへ移管[4])
- Ar:pieL ※韓Ngine Studios開発

その他
- Sting
- Star Project
- ふるぱわ！
- OZ Chronicle
- 魔境奇談
- DragonRaja